# Chrono (serie)
La serie Chrono es una franquicia de videojuegos de Square Enix (anteriormente Squaresoft). Inició en 1995 con el videojuego de rol Chrono Trigger, que dio lugar a dos secuelas: Radical Dreamers y Chrono Cross. Otro posible videojuego de la serie, registrado con el nombre Chrono Break, fue abandonado por el equipo de trabajo que lo estaba desarrollando.
Un anime promocional y humorístico fue creado sobre la base de Chrono Trigger, usando personajes secundarios del videojuego. El video fue mostrado en julio de 1996 en el festival japonés V-Jump.
Los videojuegos de la serie Chrono han sido generalmente exitosos en ventas, recibiendo además críticas positivas.

## Diseño
Chrono Trigger fue producido en 1995 por Kazuhiko Aoki y dirigido por Akihiko Matsui, Yoshinori Kitase y Takashi Tokita. El proyecto de desarrollo del juego fue llamado "Dream Project" (Proyecto de ensueño), debido a que era encabezado por el "Dream Team" (Equipo de ensueño), compuesto por el supervisor Hironobu Sakaguchi, de la serie Final Fantasy, el supervisor independiente Yuuji Horii, y el diseñador de personajes Akira Toriyama, estos dos últimos de la serie Dragon Quest. Horii trabajó en la línea general de la historia del juego, enfocándose en la trama de viajes temporales debido a su gusto por esa rama de la ficción. El libreto del juego fue posteriormente finalizado por el planeador de historias Masato Kato.
En 1996, Masato Kato y varios otros miembros del equipo de Chrono Trigger trabajaron en un proyecto menor para la extensión Satellaview del Super Famicom, titulado Radical Dreamers. Inicialmente, el juego estaba planeado como una aventura basada en texto, corta y original, desarrollada en 3 meses con poca planeación. Sin embargo, al finalizar el desarrollo, Masato Kato conectó la historia y los personajes del juego a aquellos de Chrono Trigger, convirtiendo al nuevo juego en una historia lateral. Las conexiones entre los dos juegos se dejaron difusas a propósito, y no fueron advertidas en el lanzamiento del juego, de modo que solamente fueran reconocibles por aquellos que pudieran entenderlas.
En 1999, una continuación de Chrono Trigger llamada Chrono Cross fue anunciada. Aunque el Dream Team no participaba en el desarrollo de Chrono Cross, el juego fue evolucionado principalmente por el mismo grupo de trabajo del primer juego. En cuanto al sistema básico de juego, el productor Hiromichi Tanaka dejó claro que el nuevo juego no era una secuela de Chrono Trigger; en vez de eso, la idea de los diseñadores era hacer evolucionar la jugabilidad junto al hardware, creando un juego completamente nuevo que aprovechara al máximo las bondades de la consola. A pesar de que la jugabilidad de Chrono Cross se enfoca en el tema de los universos paralelos en vez del viaje en el tiempo, esta última temática está profundamente involucrada en la trama del juego. Hablando de la historia del juego, Chrono Cross fue descrito por el director y creador de escenarios Masato Kato como "otro Chrono", no como un "Chrono Trigger 2".

## Música
La música de los juegos de la serie fue compuesta principalmente por Yasunori Mitsuda, siendo Chrono Trigger el primero de los juegos para los cuales él trabajó. Luego de que Mitsuda abandonara el proyecto tras contraer úlceras estomacales, el compositor de Final Fantasy Nobuo Uematsu ingresó al equipo de trabajo, componiendo 10 canciones. En el momento del lanzamiento del juego, la cantidad de canciones y efectos de sonido que este contenía no tenía precedentes en los videojuegos.
En 1999, Yasunori Mitsuda, convertido en un compositor independiente, ingresó al proyecto Chrono Cross a componer la música del juego, tras contactar con Masato Kato. Mitsuda decidió centrar su trabajo en música con influencias culturales del mundo antiguo, incluyendo música Mediterránea, Fado, Céltica, y africana de percusión. Tomohiko Kira, quien contribuyó también en Xenogears, tocó la guitarra en los temas de apertura y final del juego. Noriko Mitose, seleccionada por Masato Kato, cantó la canción del final del juego, "Radical Dreamers ~ Le Trésor Interdit". Mitsuda estaba feliz de completar al menos la mitad de lo que había planeado.
En 2006, Mitsuda realizó arreglos de versiones de la música de la serie Chrono para los conciertos musicales de videojuegos Play!, presentando los temas principales de Chrono Trigger y Chrono Cross, así como los temas "Frog's Theme", y "To Far Away Times", ambos de Chrono Trigger.

## Recepción y crítica
| Juego                    | Metacritic | Game Rankings |
| ------------------------ | ---------- | ------------- |
| Chrono Trigger           | —          | 95%           |
| Radical Dreamers         | —          | —             |
| Chrono Cross             | 94 de 100  | 92%           |
| Final Fantasy Chronicles | 89 de 100  | 87%           |

Los videojuegos de la serie Chrono han sido generalmente exitosos en ventas y calificaciones. Chrono Trigger vendió más de 236.000 copias en Japón y 290.000 fuera de dicho país. Las primeras 200,000 copias vendidas en Japón fueron entregadas en sólo dos meses. El juego también tuvo éxito al lanzarse en Estados Unidos, y su posterior lanzamiento en PlayStation como parte del paquete Final Fantasy Chronicles encabezó las listas de ventas de PlayStation del grupo NPD por alrededor de 6 semanas.
Chrono Trigger ha sido ubicado en todas las listas del sitio web IGN de "los 100 mejores juegos de la historia", apareciendo por primera vez en el año 2004, y ubicándose en el 4.º puesto. Chrono Trigger figuró en el 6.º lugar de la lista a comienzos de 2005, descendiendo a la posición 13 al finalizar el año. Posteriormente, el juego apareció en la lista en los años 2006 y 2007, quedando en las posiciones 2 y 18, respectivamente. GameSpot incluyó a Chrono Trigger en la versión de abril de 2006 de la lista de "los mejores juegos de todos los tiempos", y el juego además apareció en el puesto 28 en una encuesta conducida por la revista japoneza Famitsu, que buscaba compilar una lista de los "100 mejores de todos los tiempos".
La música de la serie también ha gozado de amplia popularidad. IGN comentó que Chrono Trigger tiene "una de las mejores bandas sonoras de videojuego jamás producidas".

## Videojuegos

### Chrono Trigger
Chrono Trigger (クロノ・トリガー Kurono Torigā?) es un juego de Super Nintendo, lanzado el 11 de marzo de 1995 en Japón y el 22 de agosto de 1995 en Estados Unidos. La historia del juego sigue las aventuras de un grupo de aventureros liderados por un joven llamado Crono, quienes accidentalmente son transportados a través de la historia a través de portales. Luego de enterarse de que el mundo será destruido en el futuro distante, viajan a través de la historia buscando los medios para prevenir el desastre y salvar el planeta. Chrono Trigger fue relanzado para PlayStation en 1999 en Japón, y en 2001 en Estados Unidos, como parte de la compilación Final Fantasy Chronicles. Posteriormente, el 20 de noviembre de 2008, fue lanzada una tercera versión, esta vez para Nintendo DS.
Actualmente se sigue conociendo como uno de los mejores juegos jamás creados.

### Radical Dreamers
Radical Dreamers: Nusumenai Hōseki (ラジカル・ドリーマーズ -盗めない宝石- Rajikaru Dorīmāzu -Nusumenai Hōseki-?, lit. "Radical Dreamers: la joya que no puede ser robada") es un videojuego japonés lanzado en 1996 para el Super Famicom a través de su extensión Satellaview. En el juego, que es basado en texto, el jugador debe tomar el papel de Serge, un joven aventurero, y sus compañeros Kid y Gil, una ladrona adolescente y un mago enmascarado. Es una historia alterna de Chrono Trigger, basada en uno de los finales de su predecesor.

### Chrono Cross
Chrono Cross (クロノ・クロス Kurono Kurosu?) fue lanzado para la PlayStation el 18 de noviembre de 1999 en Japón y el 15 de agosto de 2000 en Norteamérica. La historia del juego es parcialmente un remake de la de Radical Dreamers, a la cual reemplazó como la sucesora de la trama de Chrono Trigger. El protagonista, Serge, se encuentra en una realidad alterna en la cual él murió cuando era niño. Buscando conocer su pasado, conoce a Kid, una ladrona que busca un misterioso artefacto llamado Frozen Flame. El destino de los dos protagonistas finalmente encuentra sus raíces en los eventos de Chrono Trigger.

### Chrono Break
Chrono Brake y Chrono Break son los nombres de dos marcas registradas pertenecientes a Square Co.; la primera fue registrada en Japón el 5 de noviembre de 2001, y la segunda en los Estados Unidos el 5 de diciembre del mismo año.
Los registros de las marcas fueron precedidos por un reporte de prensa en el cual Hironobu Sakaguchi mencionó que el equipo de Chrono Cross estaba interesado en desarrollar un nuevo juego en la serie Chrono, y que ideas para el argumento del mismo estaban siendo consideradas. A pesar de esto, Square no publicó noticias posteriormente, y la marca americana Chrono Break fue finalmente liberada el 13 de noviembre de 2003.

### Otros videojuegos
Tres títulos más fueron lanzados mediante el Satellaview en 1995. El primero fue Chrono Trigger: Jet Bike Special, un videojuego de carreras basado en el minijuego del Chrono Trigger original. Los otros dos títulos fueron Chrono Trigger: Character Library y Chrono Trigger: Music Library, dos colecciones que incluían perfiles de los personajes y monstruos del videojuego, y la banda sonora del mismo, respectivamente. Los contenidos de las dos librerías fueron posteriormente incluidos como extras en la versión de Chrono Trigger de PlayStation.

## Dimensional Adventure Numa Monjar
Dimensional Adventure Numa Monjar (時空冒険ヌウマモンジャ～ Jikuu Bouken Nuumamonjaa?,  lit. "Aventuras del tiempo y el espacio: Nuumamonjaa") es un anime promocional y humorístico de 16 minutos, que fue difundido en el festival V-Jump japonés del 31 de julio de 1996. Fue creado por Production I.G y escrito por Hiroshi Izawa y Akihiro Kikuchi, y dirigido por Itsuro Kawazaki, contando además con Tensai Okamura como director de animación y Riho Nishino como diseñador de personajes. Nunca fue lanzado comercialmente.
La historia del anime tiene lugar en la noche anterior al inicio de la Feria del Milenio de Chrono Trigger. Tiene como protagonistas principales a un Nu y un Kilwala, y como personajes adicionales al robot Johnny y a Gato; todos estos personajes aparecen como personajes y criaturas secundarias en el juego original. El anime muestra las travesuras que Nu y Mamo realizan esa noche, cuando gran variedad de monstruos llegan a través de portales a la plaza Leene donde se realizará la feria milenaria. A pesar de que el anime utiliza personajes y un escenario de Chrono Trigger, ninguno de los protagonistas del juego participa en el mismo: tan solo Crono y Lucca aparecen en el anime unos instantes como simples observadores, en una escena al final del filme.